# Chamaeraphis
Chamaeraphis là một chi thực vật có hoa trong họ Hòa thảo (Poaceae).

## Loài
Chi Chamaeraphis gồm các loài: